# Karrikine
Als Karrikine werden chemische Stimulanzien bezeichnet, die im Zusammenspiel mit Lichtreizen das Pflanzenwachstum beeinflussen und als Keimungsinduktoren wirken. Sie wurden im Rauch von brennenden Pflanzenteilen entdeckt. KAR1 entsteht z. B. beim Verbrennen von D-Xylose und weiteren Bestandteilen. Karrikine fördern unter anderem die Keimung von Samen, indem sie derart in den Stoffwechsel der Samen eingreifen, dass bereits eine geringere Lichtintensität als Stimulus für das Brechen der Keimruhe genügt, als dies in Abwesenheit der Karrikine der Fall wäre.
Die Bezeichnung Karrikine ist abgeleitet vom australischen Noongar-Wort „karrik“ für Rauch. Der systematische Name für das Karrikin KAR1 (Karrikinolid) lautet: 3-Methyl-2H-furo[2,3-c]pyran-2-on.
Der Vorteil dieser evolutionären Anpassung besteht für die Pflanzen darin, dass sie – als Pionierpflanzen – nach einem Flurbrand sehr schnell das durch Feuer zerstörte Habitat wiederbesiedeln können.

## Belege
1. ↑  Gavin R. Flematti, Kingsley W Dixon, Steven M. Smith: What are karrikins and how were they ‘discovered’ by plants? In: BMC Biology. Band 13, Nr. 1, Dezember 2015, doi:10.1186/s12915-015-0219-0.
2. ↑  Sheila D.S. Chiwocha et al.: Karrikins: A new family of plant growth regulators in smoke. In: Plant Science. Band 177, Nr. 4, 2009, S. 252–256, doi:10.1016/j.plantsci.2009.06.007.
3. ↑  How plants smell smoke. Auf: inspiringscience.net vom August 2013.